# Universidad Americana en El Cairo
La Universidad Americana en El Cairo (abreviada a UAC; en árabe: الجامعة الأمريكية بالقاهرة‎ Al-Jame'a Al-Amerikeya Bel-Qāhira) es una universidad independiente y privada ubicada en la ciudad de El Cairo, capital de Egipto. La universidad ofrece programas de aprendizaje de estilo estadounidense en los niveles de licenciatura, posgrado y profesional, junto con un programa de formación permanente.
El cuerpo estudiantil de la UAC representa a más de 50 países. Los miembros de la facultad, el personal docente adjunto y los profesores invitados provienen de diversas partes del planeta e incluyen académicos, profesionales de negocios, diplomáticos, periodistas, escritores y otros profesionales de los Estados Unidos, Egipto y otros países.
La universidad posee acreditación institucional de la Comisión de Estados Medios de la Educación Superior y de la Autoridad Nacional de Egipto para la Garantía de la Calidad y la Evaluación de la Educación (NAQAAE).

## Historia
La Universidad Americana en El Cairo fue fundada en 1919 por la misión estadounidense en Egipto, una misión protestante que se trasladó desde el país norteamericano hacia el norte de África promovida por la Iglesia Presbiteriana Unida de América del Norte con el fin de establecer una institución de lengua inglesa en Egipto. La UAC fue pensada inicialmente como una escuela preparatoria y una universidad al mismo tiempo. La escuela preparatoria abrió sus puertas a 142 estudiantes el 5 de octubre de 1920 en el palacio de Khairy Pasha, que se construyó en la década de 1860. Los primeros diplomas emitidos fueron certificados de nivel universitario para veinte estudiantes en 1923.

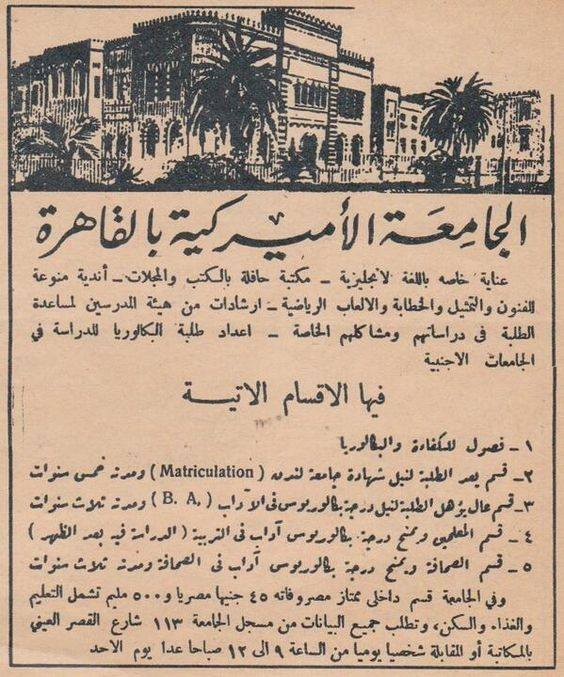
Documento informativo publicado por la universidad en 1935.

Charles A. Watson, primer presidente y fundador de la universidad e hijo de un miembro de la Iglesia Presbiteriana Unida de América del Norte, quería establecer una institución occidental para la educación superior en la capital egipcia. Inicialmente hubo algunas disputas entre Watson, que estaba interesado en promover la reputación académica de la universidad, y los líderes presbiterianos unidos en los Estados Unidos que intentaron devolver la universidad a sus raíces cristianas. Cuatro años más tarde, Watson decidió que la universidad no podía mantener sus lazos religiosos originales y que su mejor esperanza era la promoción de un buen comportamiento moral y ético, sin promulgar ninguna fe religiosa en particular.
Inicialmente la universidad solo inscribía estudiantes del género masculino, hecho que cambió cuando incluyó a su primera estudiante femenina en 1928. Ese mismo año, la universidad celebró su primera graduación, otorgando dos licenciaturas en letras y en ciencias.
En 1950 la UAC agregó sus primeros programas de posgrado a su oferta académica. Desde 1951 empezó a eliminar gradualmente el programa escolar preparatorio. Durante la Guerra de los Seis Días, que enfrentó a Israel con una coalición árabe formada por la República Árabe Unida, la mayoría de los profesores estadounidenses se vieron obligados a abandonar el país. A mediados de la década de 1970, la universidad empezó a ofrecer una amplia gama de programas de artes liberales y ciencias. En los años siguientes, la universidad incorporó programas de licenciatura, maestría y diplomados en ingeniería, administración, informática, periodismo y comunicación masiva y estableció varios centros de investigación en áreas estratégicas.
La Editorial de la Universidad Americana en El Cairo fue establecida en 1960. En la actualidad, publica alrededor de ochenta libros al año.
En 1978, la universidad estableció el Centro de Desarrollo del Desierto para promover el desarrollo sostenible en las zonas desérticas recuperadas de Egipto. El legado de este centro de desarrollo está siendo llevado adelante por el Instituto de Investigación para un Medio Ambiente Sostenible.

## Campus

### Campus de la Plaza de la Revolución
La sede principal de la universidad fue establecida inicialmente en la Plaza de la Liberación o Plaza Tahrir en el centro de El Cairo. Este campus de 7.8 acres se desarrolló alrededor del Palacio de Khairy Pasha. El palacio ha inspirado un estilo arquitectónico que se ha replicado en todo El Cairo. El salón Ewart Hall fue fundado en 1928 y bautizado en honor a William Dana Ewart, el padre de un visitante estadounidense al campus, quien hizo una donación de cien mil dólares para la construcción con la condición de permanecer en el anonimato. La estructura fue diseñada por A. St. John Diament, colindando con el lado sur del palacio. La parte central del edificio cuenta con un auditorio lo suficientemente grande como para albergar a 1200 personas, así como con aulas, oficinas y galerías de exposiciones. El crecimiento continuo de la universidad requirió espacio adicional, y en 1932, se dedicó un nuevo edificio para albergar la Escuela de Estudios Orientales. Al este del salón Ewart, se construyó el salón oriental, un auditorio y una sala de recepción construidos y decorados en una adaptación del estilo tradicional, aunque respondiendo al estilo arquitectónico de su tiempo.

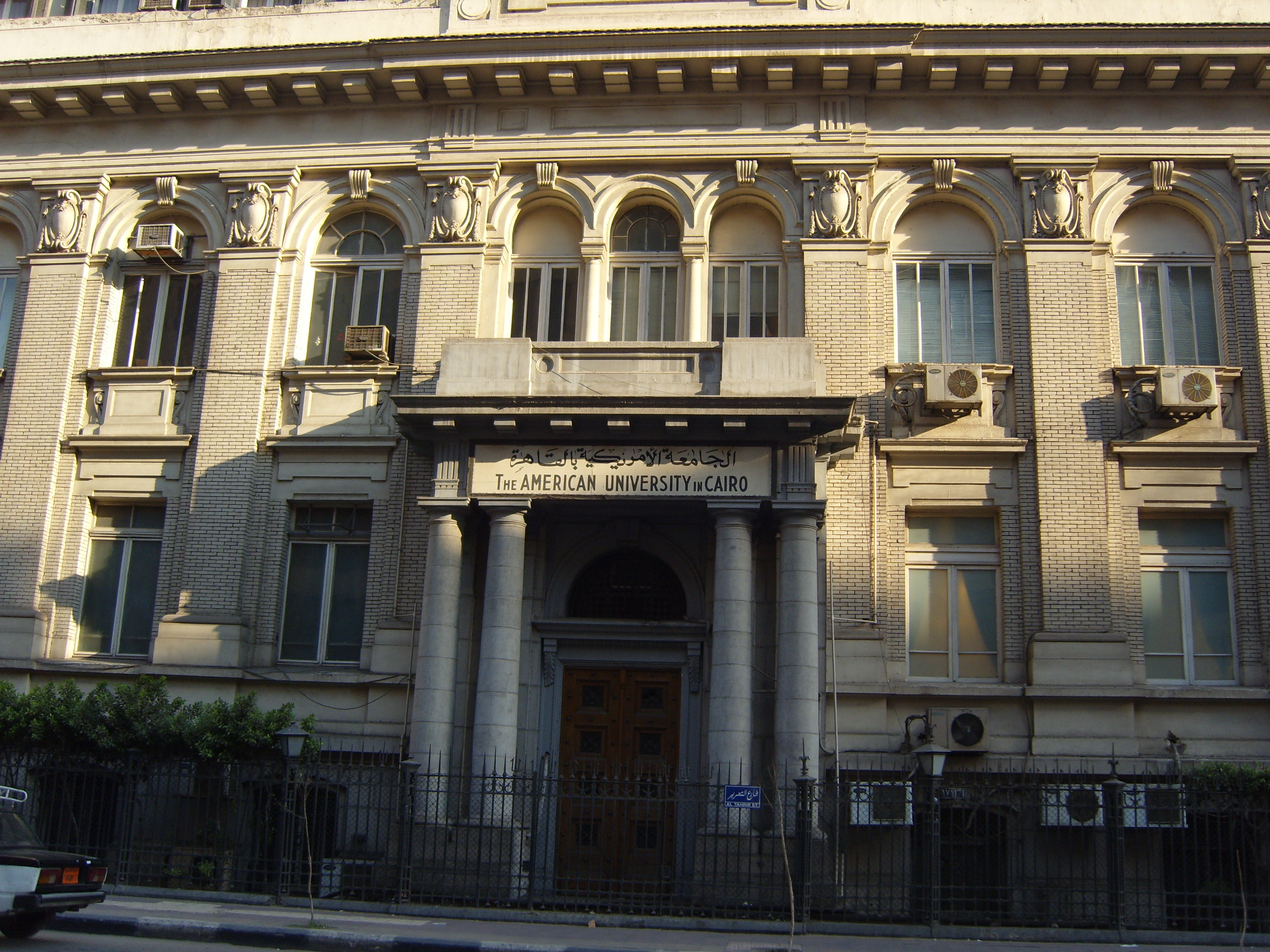
Campus de la Plaza de la Revolución.

Con el tiempo se fueron agregando más edificios a lo que se conoce como THE GrEEK Campus, con un total de cinco edificios y 250 mil pies cuadrados en el centro de El Cairo. El metro Sadat cuenta con una línea de acceso al campus y sus líneas principales se cruzan cerca de allí. También cerca se encuentra la estación de trenes de Ramsés. El muro del campus en la calle Mohamed Mahmoud todavía tiene un grafiti de la época de la revolución. La propia universidad lanzó una iniciativa para preservar el grafiti.

### Campus de Nuevo Cairo
A finales de 2008 la universidad inauguró un nuevo campus en el área de Nuevo Cairo. Se trata de un campus suburbano de 260 acres a 20 millas del campus de la Plaza de la Liberación. Nuevo Cairo hace parte de un desarrollo gubernamental que comprende 46 mil acres de tierra con una población proyectada de 2.5 millones de personas. Esta nueva sede ofrece instalaciones avanzadas para la investigación y el aprendizaje, así como todos los recursos modernos necesarios para respaldar la vida en el campus. En su plan maestro para el nuevo campus, la universidad ordenó que esta nueva sede expresara los valores de la universidad como una institución de artes liberales, en lo que es esencialmente un contexto no occidental con profundas raíces tradicionales y altas aspiraciones. El nuevo campus pretende servir como un caso de estudio sobre cómo la armonía y la diversidad arquitectónicas pueden coexistir creativamente y cómo la tradición y la modernidad pueden generar interés. Los espacios del campus sirven como laboratorios virtuales para el estudio del desarrollo de las ciencias biológicas y la relación simbiótica entre el medio ambiente y la comunidad. Las dos sedes juntas albergan 36 programas de pregrado y 46 programas de posgrado. El nuevo campus de El Cairo ofrece seis escuelas y diez centros de investigación.
El Edificio de Centros de Investigación alberga el Foro UAC, el Centro Príncipe Alwaleed Bin Talal Bin Abdulaziz Alsaud de Estudios Americanos, el Centro John D. Gerhart para la Filantropía y la Participación Cívica y el Centro de Investigación de Ciencia y Tecnología Yousef Jameel.

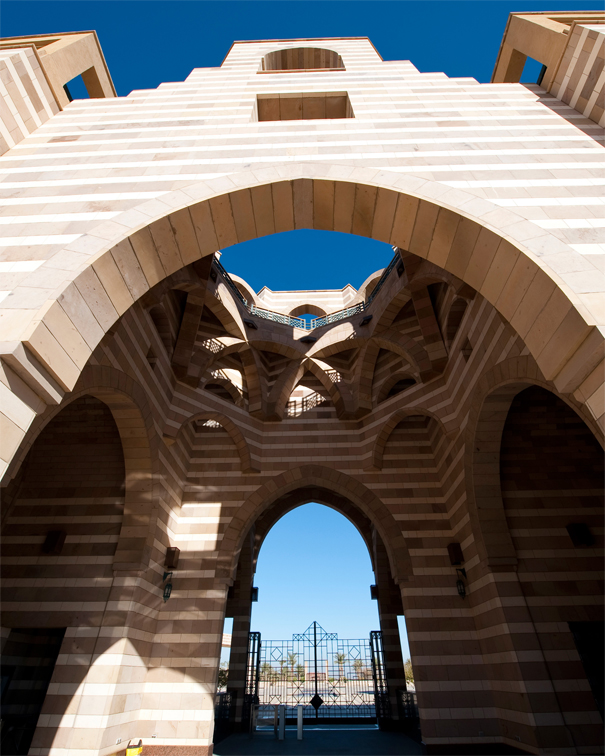
Campus de la universidad en Nuevo Cairo.

El Centro de Información Hamza AlKholi alberga las oficinas de la universidad para inscripciones, admisiones, asuntos financieros y servicios estudiantiles. El Teatro Howard está ubicado en el Centro Académico Core junto con la Sala de Conferencias Mansour, el Centro de Asesoramiento Académico y la Oficina del Decano de Estudios de Pregrado.
El Centro para las Artes incluye dos teatros, el Malak Gabr Arts y el Gerhart, así como la Galería de Arte de Sharjah y algunas oficinas del Departamento de Artes Escénicas y Visuales. El Campus Center de la universidad ofrece a los estudiantes un área común para comer, congregarse, organizar viajes y asistir a eventos en todo el campus. Dentro del edificio hay una biblioteca, una tienda de regalos, un banco, una oficina de viajes y el comedor principal. También hay una guardería, una sala de profesores y la Oficina de Servicios Estudiantiles, la Oficina de Viajes y la tienda AUC Press Campus.
Cerca del Campus Center se encuentra el complejo de vivienda estudiantil. Al otro lado de las residencias estudiantiles se encuentra el AUC Sports Center, una edificación de tres pisos que incluye una cancha de usos múltiples con capacidad para 2000 personas, una pista para correr, seis canchas de squash, espacios para realizar artes marciales, un salón de pesas libres y canchas de entrenamiento. Las instalaciones al aire libre incluyen un estadio de atletismo con capacidad para 2000 personas, una piscina, una cancha de fútbol, pistas de atletismo y ciclismo y canchas de tenis, baloncesto, balonmano y voleibol.
Albergando una de las colecciones en idioma inglés más grandes de la región árabe, la biblioteca de cinco pisos de la UAC incluye espacio para 600 mil volúmenes en la biblioteca principal y 100 mil volúmenes en la Biblioteca de Libros y Colecciones Especiales; laboratorios de producción y edición de vídeo y audio y recursos integrales para la digitalización, microfilmación y conservación de documentos.

### Construcción del campus de Nuevo Cairo
El campus de Nuevo Cairo fue construido usando 24 mil toneladas de acero de refuerzo, así como 115 mil metros cuadrados de piedra, mármol, revestimiento de granito y suelos. Se usaron más de 7000 trabajadores a dos turnos en el sitio de construcción.
La arenisca usada en las paredes de los edificios del campus fue proporcionada por una sola cantera en la villa agrícola de Kom Ombo, 50 kilómetros al norte de Asuán. La piedra fue transportada en camiones con bloques gigantes de varias toneladas, que se cortaron y dieron forma para la construcción de las paredes y los arcos. Las paredes se construyeron de acuerdo con los sistemas de administración energéticos que reducen el uso de energía del aire acondicionado y la calefacción del campus en al menos un 50 por ciento en comparación con los métodos de construcción convencionales. Más del 75 por ciento de la piedra en el muro que rodea el campus fue reciclada de material que de lo contrario se habría desechado después del corte. Un túnel de servicio de 1,6 kilómetros que se extiende por debajo de la avenida central a lo largo de la columna vertebral del campus de la UAC es un elemento clave para hacer posible su peatonalización en general.

### Inauguración y reconocimientos
Margaret Scobey, anterior embajadora de los Estados Unidos en Egipto, estuvo entre las invitadas a la ceremonia de inauguración del nuevo campus en 2009. En sus comentarios, Scobey dijo: 
"Las nuevas demandas de nuestro nuevo mundo elevan la importancia de la educación. Necesitamos que nuestros futuros líderes sean diversos y tengan una experiencia educativa diversa... Quizás lo más importante es que necesitamos líderes que estén dedicados a desarrollar un verdadero respeto mutuo si vamos a trabajar juntos de manera efectiva para aprovechar estas fuerzas de cambio para el bien colectivo".
La embajadora Scobey también envió un mensaje de felicitación para la universidad de parte del entonces presidente de los Estados Unidos, Barack Obama.
El Instituto de Asuntos Urbanos, con sede en los Estados Unidos, alabó el diseño y la construcción del nuevo campus entregando un premio especial que reconoce su eficiencia energética, su arquitectura y su capacidad de desarrollo comunitario.

## Administración
La Universidad Americana en El Cairo es una institución educativa independiente gobernada por una Junta de Fideicomisarios. Además, un panel de fideicomisarios emérito funciona como un consejo asesor. La junta tiene sus propios estatutos y elige un presidente por un término anual. Hasta la fecha no se han incluido estudiantes en la junta.

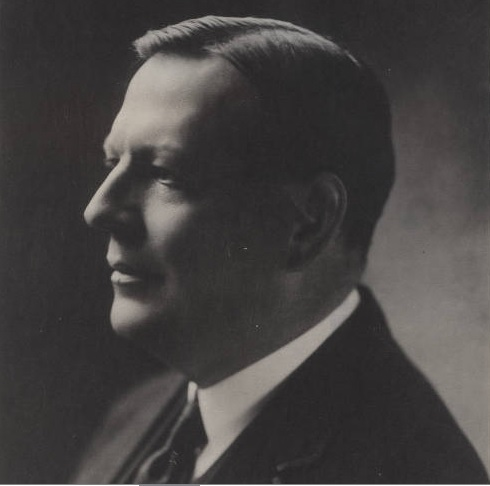
Charles A. Watson, primer presidente y fundador de la universidad.

### Presidentes de la universidad
- Francis J. Ricciardone (2016-)
- Thomas E. Thomason (2015-2016)
- Lisa Anderson (2011–2015)
- David C. Arnold (2003–2011)
- John D. Gerhart (1998–2003)
- Donald McDonald (1990–1997)
- Richard F. Pedersen (1977–1990)
- Cecil K. Byrd (1974–1977)
- Christopher Thoron (1969–1974)
- Thomas A. Bartlett (1963–1969)
- Raymond F. McLain (1954–1963)
- John S. Badeau (1944–1953)
- Charles A. Watson (1919–1944)

## Oferta académica
La UAC ofrece 37 licenciaturas, 44 maestrías y 2 doctorados en ciencias aplicadas e ingeniería, además de una amplia gama de programas de posgrado en cinco escuelas: Negocios, Asuntos Mundiales y Políticas Públicas, Humanidades y Ciencias Sociales, Ciencias e Ingeniería y Educación. El entorno de las artes liberales en idioma inglés de la universidad está diseñado para promover el pensamiento crítico, el idioma y las habilidades culturales, así como para fomentar en los estudiantes la apreciación de su propia cultura y herencia y sus responsabilidades sociales.
La universidad posee la acreditación institucional de la Comisión de Educación Superior de la Asociación de Colegios y Escuelas de los Estados Unidos. Los programas de ingeniería de la UAC están acreditados por la ABET (organización no gubernamental dedicada a la acreditación de programas de educación universitaria) y los programas de negocios están acreditados por la AACSB (organización internacional fundada para acreditar a las escuelas de negocios). En Egipto, la universidad opera en el marco del protocolo de 1975 con el gobierno egipcio, que se basa en el Acuerdo de Relaciones Culturales de 1962 entre los gobiernos de Estados Unidos y Egipto. En los Estados Unidos, la UAC posee licencia para otorgar títulos y está incorporada por el Estado de Delaware. Además, muchos de los programas académicos de la universidad han recibido acreditación especializada.

### Rankings
- La UAC está ubicada en la posición número 420 a nivel mundial y es considerada la mejor universidad de Egipto según los resultados arrojados por QS World University Rankings 2018.[29]
- Los diez programas de posgrado de la UAC se clasificaron entre los mejores de África y entre los mejores 200 en todo el mundo en el Best Master's Rankings de Eduniversal para el 2015 y el 2016.[30]
- La universidad ocupó la posición número 81 entre 407 instituciones alrededor del mundo en el ranking Universitas Indonesia (UI) GreenMetric World University para el 2015 y el 2016.[31]

## Vida estudiantil

### Actividades estudiantiles
La universidad cuenta con aproximadamente 70 organizaciones estudiantiles. La mayoría de las actividades estudiantiles en la UAC están organizadas por estudiantes en áreas como el servicio comunitario, el gobierno estudiantil, la cultura y los intereses académicos.

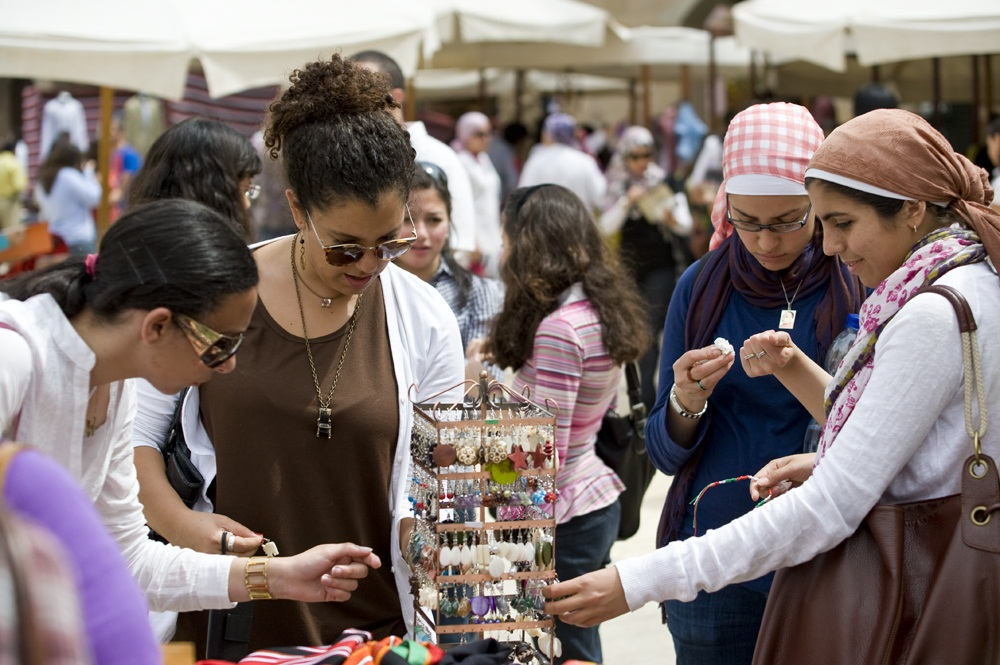
Reunión de estudiantes en el nuevo campus.

A continuación se enumeran algunas de esas organizaciones:
- Delta Phi Epsilon, fraternidad orientada al servicio en el exterior.
- Developers Inc.[33]
- Cairo International Model United Nations
- Cairo International Model Arab League (CIMAL)[34]
- Club de Astronomía[35]
- Revista AUC Times
- Fundación Khatwa
- TEDxAUC, plataforma para la difusión de ideas[36]
- Asociación de Egiptólogos
- Club de Filosogía

### Dormitorios y residencias estudiantiles
Los dormitorios y las viviendas para estudiantes se encuentran en el campus de Nuevo Cairo. El alojamiento es organizado por la Oficina de Vida Residencial de la UAC, que ayuda a los estudiantes a vivir de manera independiente y adaptarse a la vida universitaria, además de organizar eventos sociales. La residencia se compone de doce unidades, divididas en cinco cabañas masculinas y siete femeninas.

## Alumnado notable
- Amr Waked, actor.[38]

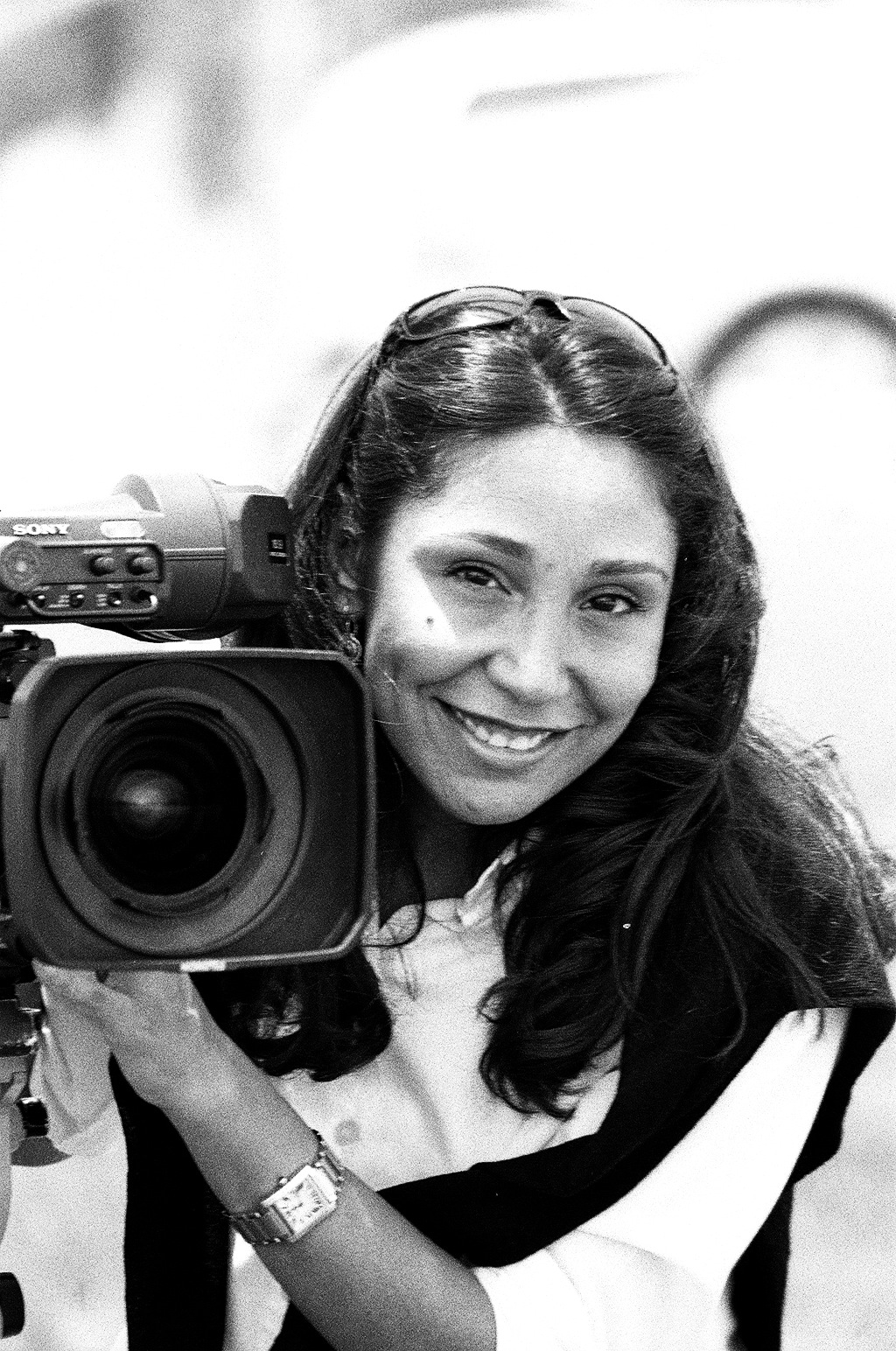
Haifaa al-Mansour, primera cineasta femenina de Arabia Saudita, estudió literatura comparada en la universidad.

- Aida el Ayoubi, cantante, compositora y guitarrista.[39]
- Anne Aly, política y académica australiana.[40]
- Asser Yassin, actor egipcio.[41]
- Dan Stoenescu, político, periodista y diplomático rumano.
- David M. Malone, diplomático canadiense.
- Devin J. Stewart, profesor de la Universidad de Emory.
- Haifaa al-Mansour, primera cineasta femenina de Arabia Saudita.[42]
- Hassan Abdalla, vicepresidente del Banco Internacional Árabe.
- Hisham Abbas, cantante.
- John O. Brennan, director de la Agencia Central de Inteligencia.
- Juan Cole, profesor de historia de la Universidad de Míchigan.
- Khaled Bichara, fundador de la compañía paquistaní LinkdotNet.
- Maumoon Abdul Gayoom, presidente de las Maldivas entre 1978 y 2008.
- Melanie Craft, novelista.
- Mona El-Shazly, presentadora de televisión.[43]
- Mona Eltahawy, periodista.
- Muin Bseiso, poeta y activista.
- Nabil Fahmi, exministro de asuntos exteriores egipcio.[44]
- Maya Morsy, presidenta del Consejo Nacional Egipcio de la Mujer.
- Noha Radwan, profesor de literatura árabe en la Universidad de California en Davis.
- Omar Samra, primer egipcio en alcanzar la cima del Monte Everest.
- Rania de Jordania, reina de Jordania.
- Rana el Kaliouby, científico.
- Yosri Fouda, reportero, autor y presentador de televisión.[45]
- Yousef Gamal El-Din, empresario y autor[46]
- Yuriko Koike, política japonesa fundadora del Partido de la Esperanza y antigua miembro del Partido Liberal Democrático.[47]

## Docentes destacados
- Galal Amin, economista egipcio.[48]
- Aliaa Bassiouny, docente y presidenta del departamento de finanzas.[49]
- Emma Bonino, excomisionada de la Oficina Humanitaria de la Comunidad Europea (ECHO).
- Graham Harman, filósofo metafísico contemporáneo.[50][51]
- Salima Ikram, egiptóloga.[52]
- Kent R. Weeks, egiptólogo.[53]
- Lawrence Wright, periodista y autor, ganador de un Premio Pulitzer.[54]